# Monte San Cristoforo
Monte San Cristoforo es una montaña de San Marino meridional. Se encuentra entre las ciudades de Fiorentino y Montegiardino, y se alza hasta una altura de 534 m s. n. m. Sobre el monte se encontraba el castillo o torre de Torricella, construido por vez primera en el año 1140 y abatido, en el 1465. Forma parte de los Apeninos tosco-romañolos.